# Антеф Цунгі
Антеф Цунгі (нід. Antef Tsoungui, нар. 30 грудня 2002, Брюссель, Бельгія) — бельгійський футболіст камерунського походження, центральний захисник нідерландського клубу «Феєнорд».

## Ігрова кар'єра

### Клубна
Антеф Цунгі пройшов через футбольні академії англійських клубів «Челсі» та «Брайтон енд Гоув Альбіон». 24 квітня 2021 року футболіст зіграв першу гру у складі «Брайтона» у матчі Кубка ліги проти «Кардіфф Сіті». Другу половину сезону 2023/24 Цунгі провів в оренді в бельгійському «Ломмелі».
Після завршення терміну оренди, футболіст не став продовжувати співпрацю з «Брайтоном», а влітку 2023 року перейшов до складу чинного чемпіона Нідерландів — «Феєнорда». Підписавши з клубом контракт до червня 2025 року. І одразу був відправлений в оренду до клубу Еерстедивізі — «Дордрехт». 11 серпня 2023 року у дебютній грі у складі «Дордрехта» проти НАК «Бреда» Цунгі відзначився забитим голом.

### Збірна
З 2017 року Антеф Цунгі виступав за юнацькі збірні Бельгії.